# Colin Cooper
Colin Terence Cooper (Durham, 28 febbraio 1967) è un allenatore di calcio ed ex calciatore inglese, di ruolo difensore.

## Carriera

### Club
Trascorse tutta la carriera nei vari campionati inglesi.

### Nazionale
Giocò 2 partite con la Nazionale nel 1995.

## Palmarès

### Giocatore

#### Competizioni nazionali
- Coppa di Lega inglese: 1

Middlesbrough: 2003-2004
- Campionato inglese di seconda divisione: 1

Nottingham Forest: 1997-1998